# هاوال ام۶
هاوال ام۶ (به انگلیسی: Haval M6) یک خودروی کامپکت کراس‌اوور است که بوسیلهٔ شرکت هاوال، زیر مجموعهٔ شرکت چینی گریت وال موتورز از سال ۲۰۱۷ عرضه می‌شود.

## بررسی
پلتفرم ام۶ با هاوال اچ۶ مشترک است و این خودرو در واقع نقش مدل اسپرتی از نسل اول این خودرو را بازی می‌کند.
- هاوال ام۶، نمای جلو
- هاوال ام۶، نمای عقب